# Municipio de English (condado de Lucas)
El municipio de English (en inglés: English Township) es un municipio ubicado en el condado de Lucas en el estado estadounidense de Iowa. En el año 2010 tenía una población de 519 habitantes y una densidad poblacional de 5,58 personas por km².

## Geografía
El municipio de English se encuentra ubicado en las coordenadas 41°7′5″N 93°16′17″O / 41.11806, -93.27139. Según la Oficina del Censo de los Estados Unidos, el municipio tiene una superficie total de 93.02 km², de la cual 92,9 km² corresponden a tierra firme y (0,14 %) 0,13 km² es agua.

## Demografía
Según el censo de 2010, había 519 personas residiendo en el municipio de English. La densidad de población era de 5,58 hab./km². De los 519 habitantes, el municipio de English estaba compuesto por el 98,27 % blancos, el 0,19 % eran afroamericanos, el 0,19 % eran asiáticos, el 0,96 % eran de otras razas y el 0,39 % eran de una mezcla de razas. Del total de la población el 1,54 % eran hispanos o latinos de cualquier raza.